# Poltár
Poltár (allemand : Polter, hongrois : Poltár) est une ville de la région de Banská Bystrica, en Slovaquie.

## Histoire
La première mention écrite de la ville date de 1330.

## Démographie

### Évolution de la population
| Année:               | 1994. | 2004.   | 2014.   | 2024.    |
| -------------------- | ----- | ------- | ------- | -------- |
| Nombre de personnes: | 5960  | 5977    | 5742    | 5123     |
| Différence:          |       | +0,28 % | -3,93 % | -10,78 % |

| Année:               | 2023. | 2024.   |
| -------------------- | ----- | ------- |
| Nombre de personnes: | 5170  | 5123    |
| Différence:          |       | -0,90 % |

## Géographie

### Cours d'eau
Poltárica, Ipeľ

### Quartiers
- Hájiky - Maky
- Poltár
- Prievrana
- Slaná Lehota
- Zelené

## Personnalités
- Ivan Gašparovič, président de la République slovaque.